# Energie
Energie je skalární fyzikální veličina, která popisuje schopnost hmoty (látky nebo pole) konat práci. Energie je slovo vytvořené fyziky v polovině devatenáctého století z řeckého ἐνέργεια (energeia; tj. vůle, síla či schopnost k činům). Energie je popsána stavovou veličinou a může mít různé formy. Existuje např. kinetická energie (tu lze spočítat dle formule Ek = ½ m·v2) a konfigurační (polohová či potenciální) energie (daná vzájemnou polohou a přitahováním nebo odpuzováním částic, např. gravitací nebo magnetismem).
Zákon zachování energie říká, že energie se může měnit z jednoho druhu na jiný, nelze ji vytvořit ani zničit, v izolované soustavě však její celkové množství zůstává stejné. Proto součet velikosti práce, které těleso nebo pole vykoná, a vydaného tepla se rovná úbytku jeho energie, která se přemění v jinou formu.
Energie (tzv. klidová energie) přísluší též každému objektu s klidovou hmotností bez ohledu na jeho pohybový stav a působení silových polí. Přeměna této energie na jiné formy bývá nesprávně označována jako přeměna hmoty (hmotnosti) v energii.
Lidstvo pravděpodobně nezná všechny možné formy (druhy) energie. Předpokládá se, že většina vesmíru je tvořena dnes zcela neznámou formou hmoty, která nese přes 70 % energie. Prozatím se jim říká „temná hmota“ a „temná energie“. Pokud to není nějaká forma hmoty, znamenalo by to podstatnou změnu v představách o stavbě vesmíru a pojmech hmota a energie.
Množství energie spotřebované za jednotku času udává veličina příkon, poměr vydané a dodané energie udává veličina účinnost.

## Značení a jednotky
Jako symbol energie se používá písmeno E.
Hlavní jednotka energie, práce i tepla v soustavě SI je joule, značka jednotky: J. Jedná se o odvozenou jednotku, vztah k základním jednotkám lze vyjádřit rovností 1 J = 1 kg·m2·s−2. Je definován jako práce, kterou vykoná síla 1 N působící po dráze 1 m.
Ekvivalentem jednotky joule je wattsekunda (značka Ws), používaná v energetice a silové elektrotechnice pro elektrickou práci či elektrickou energii.
Mimosoustavová jednotka, kterou je v rámci soustavy SI přípustné používat společně s jednotkami SI (dříve zvaná „vedlejší“):
- elektronvolt (eV, je to přibližně 1,602×10−19 J, tedy energie, již elektron získá urychlením elektrickým pole s potenciálem jednoho voltu); používá se především v částicové fyzice.

Další používané mimosoustavové jednotky jsou:
- kalorie (cal, rovná se 4,185 J), používala se ve fyzice pro teplo před zavedením metrické jednotky; zejména její násobek
  - kilokalorie (kcal, rovná se 4185 J, tedy zhruba množství energii potřebné pro ohřátí litru vody o jeden stupeň Celsia), dodnes se občas používá při výpočtu energetické hodnoty potravin;
- tuna měrného paliva - používá se v energetice;
- kilowatthodina (3 600 000 Ws) - používá se v energetice a silové elektrotechnice pro elektrickou práci či elektrickou energii předávanou ve formě činného výkonu.

## Ekvivalence s hmotností
Ze speciální teorie relativity plyne, že hmotnost (nikoliv hmota) a energie jsou ekvivalentní podle Einsteinova vztahu
E = mc2,
kde {\displaystyle m} je hmotnost, {\displaystyle c} je rychlost světla ve vakuu.

## Druhy energie
Druhy energie se rozlišují např. podle druhu síly, která působí, podle zdroje, který energii vydává, ap.:

### Podle působící síly
- Mechanická energie
  - Kinetická (pohybová) energie
  - Potenciální (polohová) energie
    - Gravitační potenciální energie
    - Potenciální energie pružnosti
    - Tlaková potenciální energie
- Elektrická energie
- Magnetická energie
- Energie záření
- Energie vlnění
- Vnitřní energie
  - Tepelná energie (teplo)
  - Jaderná energie
  - Chemická energie (energie chemické vazby, vazebná energie)
  - Klidová energie

### Podle zdroje
- Sluneční energie
- Vodní energie
- Větrná energie
- Geotermální energie
- Energie mořských vln
- Parní energie
- Svalová energie

- Světelná energie
- Energie ohně
- Jaderná energie

## Přeměny energie
Energie jednoho druhu se obecně přeměňuje v jiný druh konáním práce.
V makroskopickém popisu se však od mikroskopického působení silových interakcí zpravidla odhlíží a přeměna se může jevit jako bezprostřední (při anihilaci částice a antičástice látky v klidu) nebo se zavádějí nové veličiny fenomenologicky popisující disipaci či skrytý přenos energie a formulují se nová pravidla pro energetické děje. V termodynamice se proto zavádí teplo a přeměna energie se v termodynamickém popisu řídí prvním a druhým zákonem termodynamiky.
Jeden druh energie (přeměňované či přeměněné) lze zpravidla považovat za energii potenciální, která je „uložena“ v silovém poli (polohová energie) nebo klidové hmotnosti (klidová energie) daného fyzikálního systému i v jeho relativním klidu, druhá je energií dynamickou, projevující se v časové přeměně či pohybu (kinetická energie, energie vlnění).
V některých případech jsou jisté druhy energie zaváděny jako teoretický koncept a současná fyzika zatím neumí vysvětlit jejich podstatu ani zákony jejich přeměny (např. tzv. temná energie). Není ani jasné, zda lze zachování energie či druhý termodynamický zákon vztahovat na vesmír jako celek. Různé teorie nabízejí různá řešení a experimenty a pozorování nestačí k jejich vyvracení (a je možné, že takové vyvrácení ani není možné kvůli neopakovatelnosti vývoje vesmíru jako celku).
Přeměny energie a jí vyvolané změny struktury molekul a látek jsou podstatou chemických a biologických dějů.
Využitím přeměny energie pro lidské účely se zabývají energetika i další obory techniky (elektrotechnika, radiotechnika, dopravní technika, optika...). S přeměnou energie jsou v podstatě spojeny i mnohé aplikace v hospodářství (průmysl, zemědělství, doprava, lékařství) i společenském životě (technické prostředky pro kulturní tvorbu, didaktiku, vědu a výzkum i v humanitních oborech).

## Energie v jiných vědních oborech
O energii také hovoří náboženství, zejména esoterika.